# Verso la fine del mondo
Verso la fine del mondo (Parts per Billion) è un film del 2015 diretto da Brian Horiuchi, con Frank Langella e Gena Rowlands.